# Volage (Schiff, 1826)
Die Volage, auch HMS Volage, war ein 28-Kanonen-Kriegsschiff 6. Ranges der britischen Marine. Klassifiziert als Sloop entsprach sie der Größe und Bewaffnung einer Korvette.

## Geschichte
Die spätere Volage wurde am 16. Juni 1819, nach einem Entwurf eines Fortgeschrittenenkurses von in Ausbildung befindlichen Schiffbauingenieuren aus Portsmouth, bestellt. Sie wurde im August 1819 auf der Marinewerft in Portsmouth auf Kiel gelegt. Der Stapellauf erfolgte am 20. Februar 1825 und die Indienststellung am 26. Januar 1826. Die offizielle Kommandoübernahme war unter Captain Richard Saunders Dundas bereits am 13. September 1825 erfolgt. Die Baukosten betrugen 24.794 Pfund.
Im Jahr 1832 wurde die Volage bei der Blockade der niederländischen Häfen eingesetzt. Am 19. Januar 1839 war sie zusammen mit der Cruizer bei der Einnahme von Aden beteiligt. 1847 wurde das Schiff in ein Forschungsschiff umgewandelt und ab 1855 als Pulver-Hulk verwendet.

## Technische Beschreibung
Die Volage war als Batterieschiff mit einem durchgehenden Geschützdeck konzipiert und hatte eine Länge von 34,44 Metern (Geschützdeck) bzw. 29,27 Metern (Kiel), eine Breite von 9,45 Metern und einen Tiefgang von 2,67 Metern bei einer Vermessung von 521 26⁄94 tons (bm). Das Schiff war ein Rahsegler mit drei Masten (Fockmast, Großmast und Kreuzmast). Der Rumpf schloss im Heckbereich mit einem Heckspiegel, in den eine Galerie integriert war, die in die seitlich angebrachte Seitengalerie mündete. Die Bewaffnung bestand bei Indienststellung aus 28 Geschützen.
|        | Batteriedeck               | Backdeck              | Achterdeck                | Kanonen (Geschossgewicht) |
| ------ | -------------------------- | --------------------- | ------------------------- | ------------------------- |
| Design | 20 × 32-Pfünder-Karronaden | 2 × 9-Pfünder-Kanonen | 6 × 18-Pfünder-Karronaden | 28 Geschütze (173,69 kg)  |

## Besatzung
Die Besatzung hatte eine Stärke von 175 Mann (Offiziere und Unteroffiziere bzw. Mannschaften).

### Liste der Kommandanten
- Captain Richard Saunders Dundas, 13. September 1825 – 12. März 1827
- Captain Edmund Yonge, 26. Dezember 1826 – 14. März 1827
- Captain Robert Tait, März 1827 – Februar 1828
- Commander Thomas Bourchier, 1827 – 12. September 1827
- Captain Michael Seymour, 12. September 1827 – Frühjahr 1829[2]
- Charles Abbot, 9. Oktober 1829 – Januar 1833
- Captain George Bohun Martin, 17. April 1833 – 31. Oktober 1835
- Captain Peter Richards, 1. November 1835 – 1837
- Captain Henry Smith, 27. November 1837 – 30. Juni 1840
- Captain William Warren, 1841 – 30. August 1841
- Captain George Augustus Elliot, 3. Juni 1841 – 7. Juni 1843
- Captain William Dickson, 30. August 1841 – 1. Februar 1845
- Captain Thomas Graves, 1. März 1847 – 6. Dezember 1850
- Master commander John C. Hutchings, 19. April 1855

### Prominente Crewmitglieder
- Lieutenant Thomas Abel Brimage Spratt, 1. März 1847 – 6. Dezember 1850